# Instituto Português de Conservas de Peixe
O Instituto Português de Conservas de Peixe (IPCP) foi um organismo de coordenação económica do sistema corporativo do Estado Novo em Portugal. Foi criado pelo Decreto-Lei n.º 26777, de 10 de Julho de 1936, na sequência da estruturação do sector industrial do pescado, que incluiu a criação dos Grémios dos Industriais de Conservas de Peixe e dos Grémios dos Exportadores de Conservas de Peixe. Pelo Decreto-Lei n.º 266/86, de 3 de Setembro, a instituição foi transformada no Instituto Português de Conservas e Pescado, dando cumprimento às obrigações resultantes da adesão de Portugal à então Comunidade Económica Europeia. 

## Ligações Externas
- Produções cinematográficas do Instituto Português de Conservas de Peixe, CinePT
- Documentos, Fotografias e Publicidade da IPCP, Conservas de Portugal